# Sin Sang-sik
Sin Sang-sik (kor. 신상식; ur. 12 października 1941 w Seulu) – południowokoreański zapaśnik walczący w stylu klasycznym. Dwukrotny olimpijczyk. Zajął ósme miejsce w Tokio 1964 i Meksyku 1968, w kategorii do 52 kg.

## Letnie Igrzyska Olimpijskie 1964
| Konkurencja          | Rundy eliminacyjne     | Rundy eliminacyjne    | Rundy eliminacyjne  | Klas. końcowa |
| Konkurencja          | Przeciwnik I           | Przeciwnik II         | Przeciwnik III      | Miejsce       |
| -------------------- | ---------------------- | --------------------- | ------------------- | ------------- |
| 52 kg styl klasyczny | Burhan Bozkurt (TUR) R | Maurice Mewis (BEL) P | Dick Wilson (USA) Z | 8.            |

## Letnie Igrzyska Olimpijskie 1968
| Konkurencja          | Rundy eliminacyjne  | Rundy eliminacyjne      | Rundy eliminacyjne      | Rundy eliminacyjne     | Klas. końcowa |
| Konkurencja          | Przeciwnik I        | Przeciwnik II           | Przeciwnik III          | Przeciwnik IV          | Miejsce       |
| -------------------- | ------------------- | ----------------------- | ----------------------- | ---------------------- | ------------- |
| 52 kg styl klasyczny | Alex Børger (DEN) Z | Gustavo Ramírez (GUA) Z | Enrique Jiménez (MEX) P | Miroslav Zeman (TCH) P | 8.            |